# Neuflieux
Neuflieux település Franciaországban, Aisne megyében. Lakosainak száma 78 fő (2022. január 1.). Neuflieux Abbécourt, Béthancourt-en-Vaux, Caillouël-Crépigny, Caumont, Marest-Dampcourt és Ognes községekkel határos.

## Népesség
A település népességének változása:
| Lakosok száma | 75   | 79   | 93   | 89   | 97   | 96   | 91   | 82   | 80   | 78   |
|               | 1968 | 1982 | 1990 | 2006 | 2013 | 2015 | 2017 | 2019 | 2020 | 2022 |